# Leonerasaurus
Leonerasaurus taquetrensis
Genre
Espèce
Leonerasaurus est un genre fossile de dinosaures, un sauropodomorphe du clade des Anchisauria. Il a été découvert en Argentine dans la formation géologique de Las Leoneras datant probablement du Jurassique inférieur. Ce sauropodomorphe montre une combinaison inhabituelle de caractères primitifs et évolués, indiquant que l'évolution des premiers sauropodomorphes a été marquée par de nombreux phénomènes d'évolution convergente.
Une seule espèce est rattachée au genre, Leonerasaurus taquetrensis.

## Systématique
Le genre Leonerasaurus et l'espèce Leonerasaurus taquetrensis ont été décrits en 2011 par Diego Pol (d), Alberto Garrido (d) et Ignacio Alejandro Cerda (d)

## Étymologie

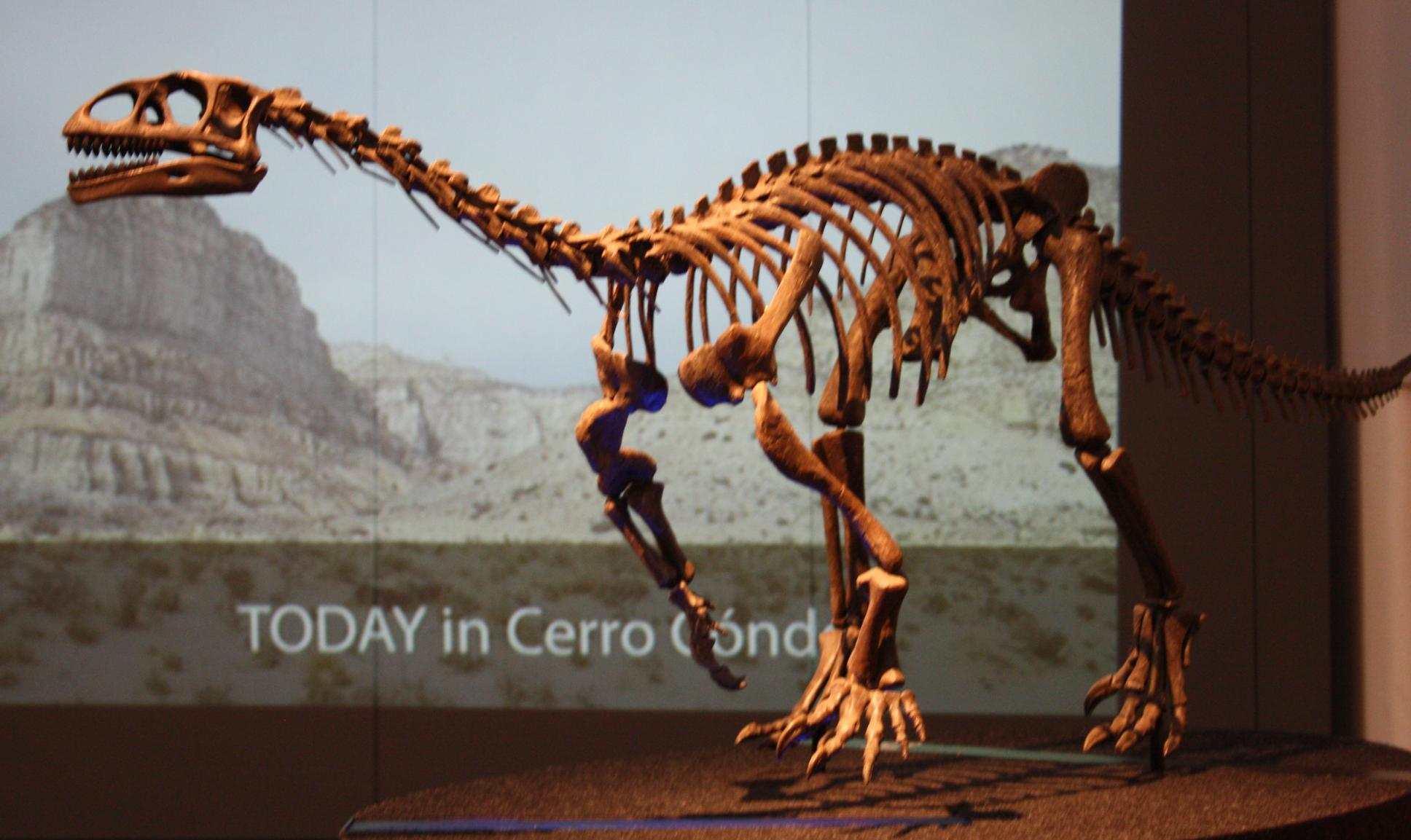
Squelette reconstitué de Leonerasaurus.

Le nom de genre Leonerasaurus est composé de Leoneras, en référence au nom de la formation géologique dans laquelle l'holotype a été découvert et du mot du grec ancien « σαῦρος / saûros », « lézard ». Le nom d'espèce taquetrensis fait référence à la région de las Sierras de Taquetrén, où la formation de Leoneras affleure en Patagonie centrale.

## Découverte et datation
Leonerasaurus est connu par un seul spécimen incomplet. Ce squelette partiel mais en grande partie articulé comprend un dentaire avec quelques dents, les vertèbres du cou et du tronc, le sacrum, une partie de la ceinture pectorale (épaule) et du pelvis (hanche) ainsi que plusieurs os des membres.
Ses fossiles ont été découverts près du Cañadón Las Leoneras (un affluent de la rive gauche de la rivière Chubut), dans la province de Chubut, en Patagonie centrale en Argentine. L'âge de la formation de Las Leoneras n'est pas définitivement fixé. Il varie selon les auteurs :
- du Jurassique inférieur, sans plus de précision selon Nakayama en 1973[2] ;
- du Pliensbachien au Toarcien, selon Figari et Courtade en 1993[3] ;
- du Sinémurien supérieur au Toarcien, selon Page et ses collègues en 2000[4].

Les séries volcaniques de la formation de Lonco Trapial qui surmontent la formation sédimentaire de Las Leoneras sont très certainement d'âge Jurassique moyen, ce qui place une limite supérieure pour l'âge de la formation. Cependant, en l'absence de contrainte stratigraphique pour sa partie inférieure, un âge Trias supérieur ne peut être totalement exclu.

## Description

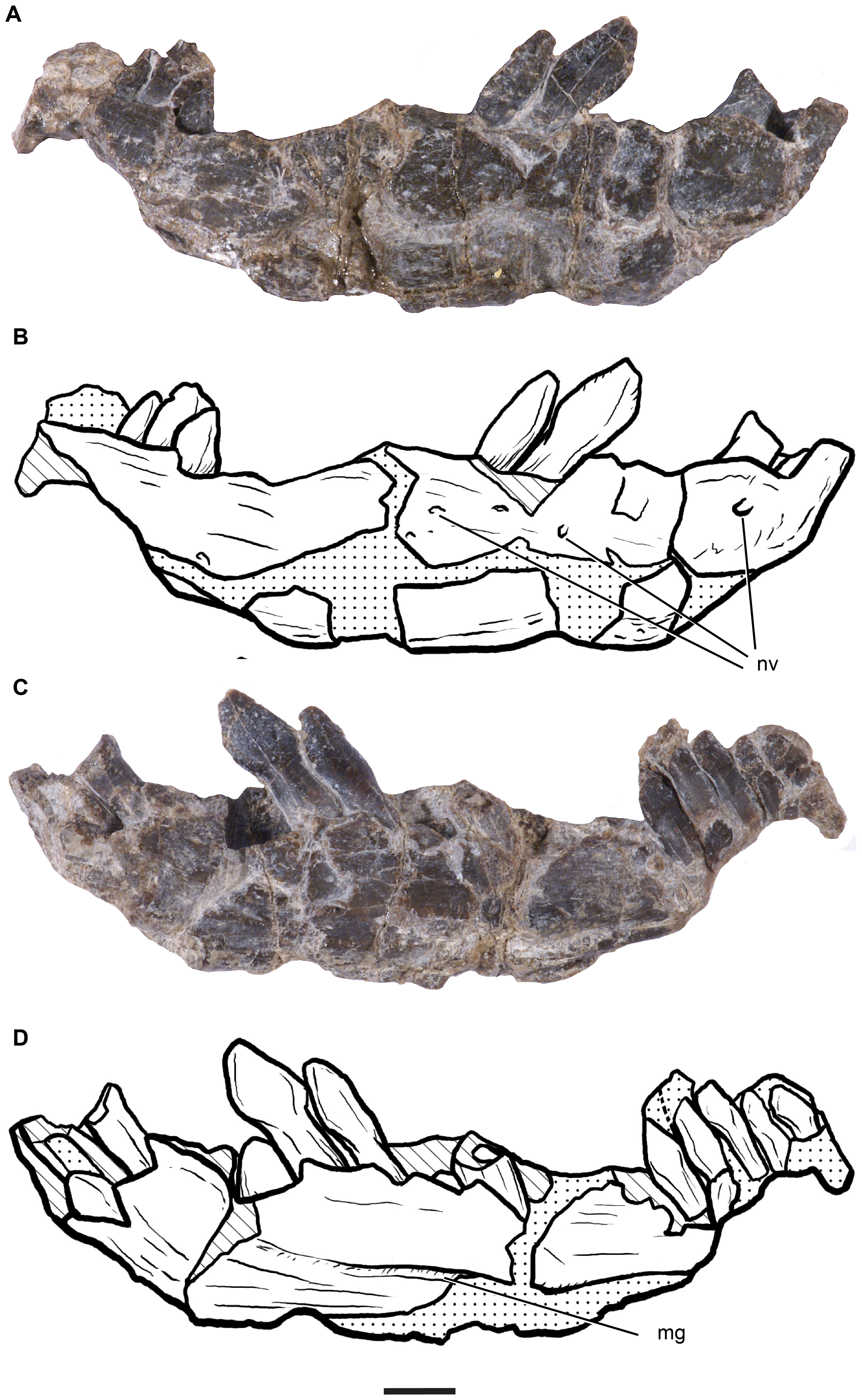
Vues latérale et médiane du dentaire.
La barre horizontale mesure 5 mm.

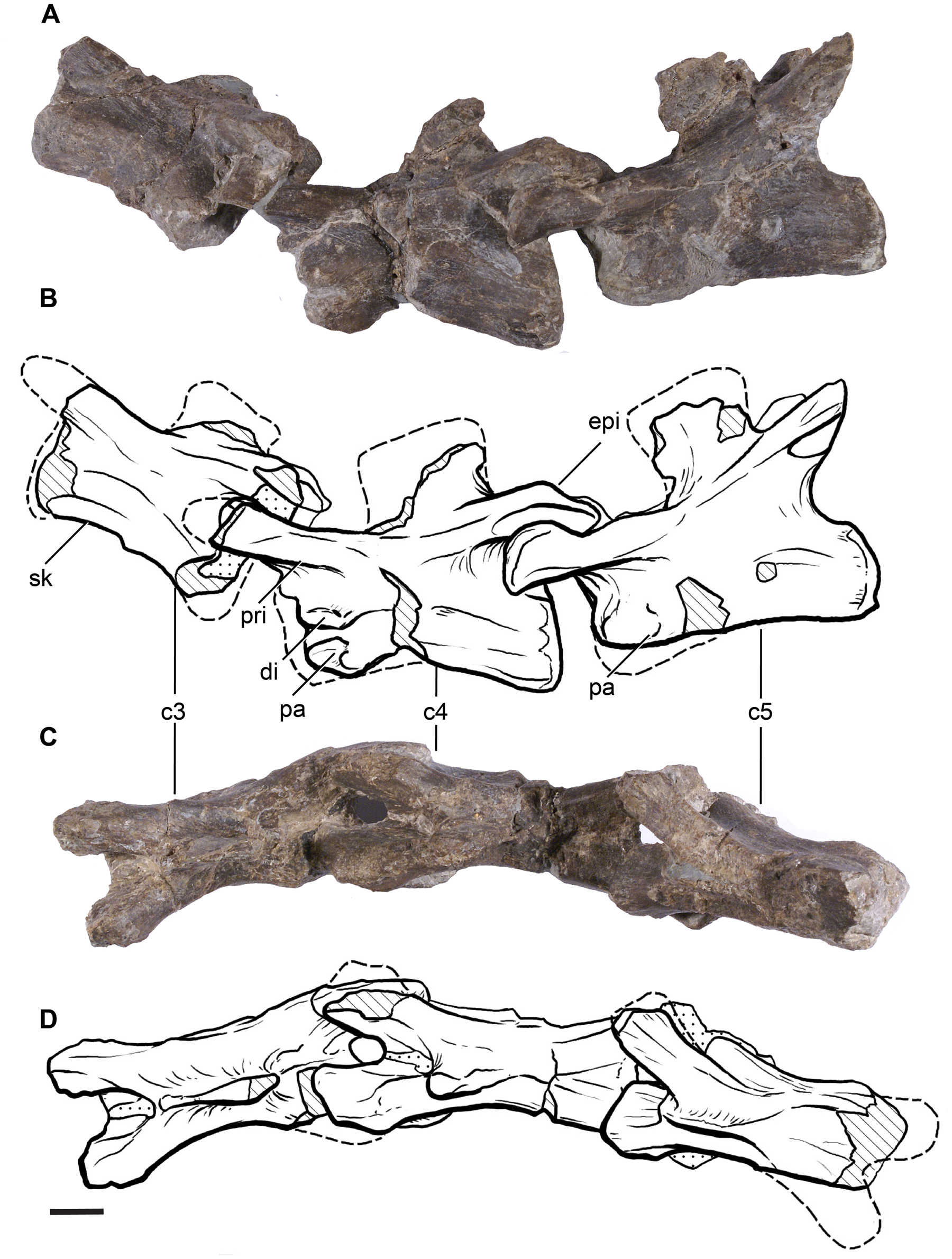
Vertèbres cervicales.
La barre horizontale mesure 10 mm.

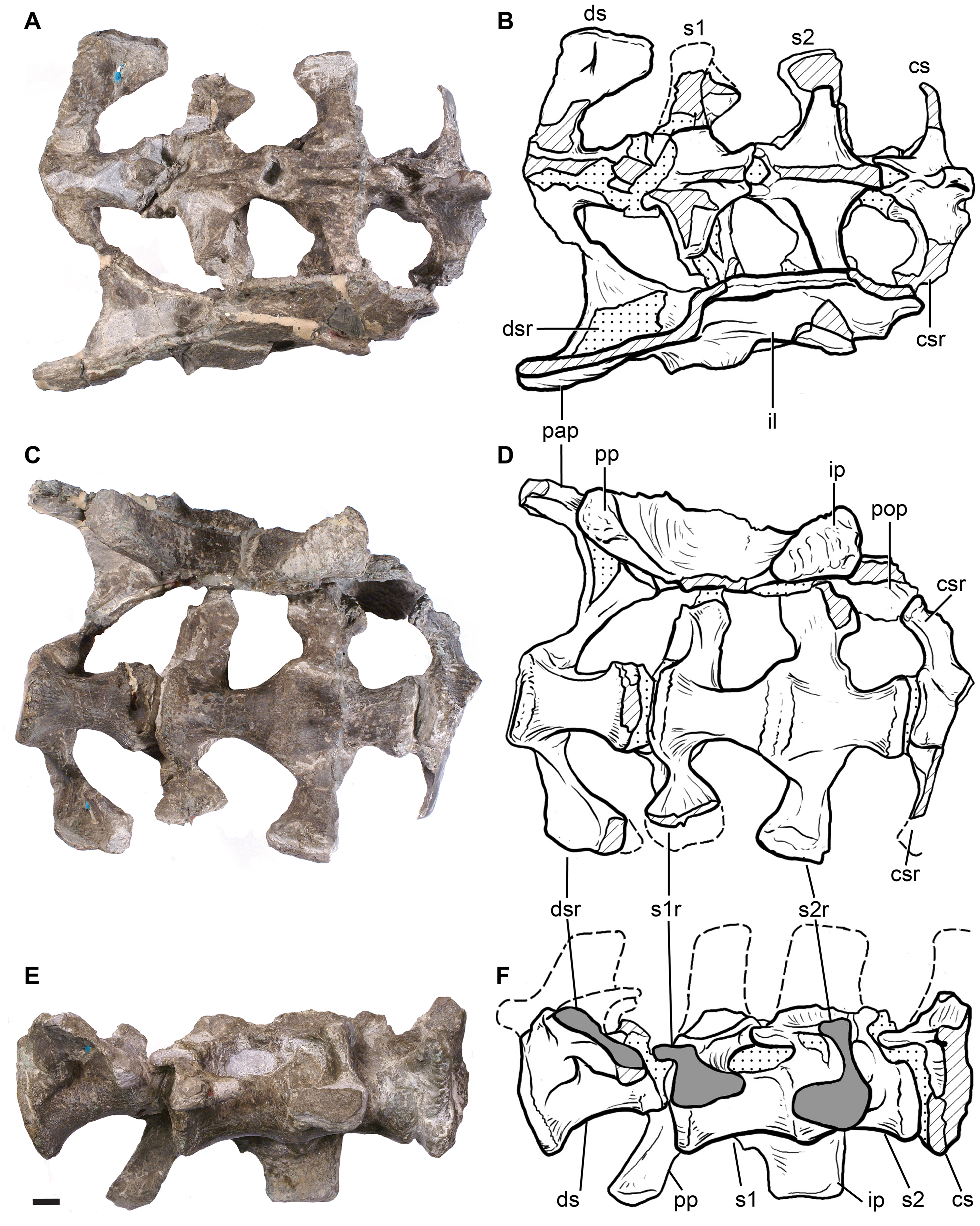
Vues dorsale, ventrale et latérale du sacrum.
La barre horizontale mesure 10 mm.

### Crâne
Le crâne n'est connu que par l'os dentaire de la mandibule droite et quelques dents. La partie antérieure de l'os est rectiligne et peu arquée au niveau de la symphyse mandibulaire, comme c'est le cas chez les sauropodes primitifs.
Le dentaire droit porte 13 dents ou fragments de dents ainsi que deux alvéoles dentaires vides, ce qui porte à quinze le nombre de dents sur un côté de la mandibule. Les dents et les alvéoles sont inclinées vers l'avant d'environ 60°, comme chez les eusauropodes, mais aussi chez les juvéniles de Mussaurus. La hauteur et la largeur des dents diminuent de l'avant vers l'arrière et les dents voisines se chevauchent. Les bords des dents à l'avant de la mâchoire n'étaient probablement pas dentelés, ou du moins seulement aux extrémités de la couronne ; c'est aussi une caractéristique fréquente chez les eusauropodes. Cependant ces dents ont une forme en cuillère avec leurs faces internes (linguales) concaves, ce qui est un caractère primitif.
Les dents situées plus en arrière sont presque toutes endommagées, mais une dent non encore sortie présente de grands denticules typiques des sauropodomorphes basaux. Cette denture avec des dents à l'avant sans denticule, et des dents avec des denticules à l'arrière est également observée chez les juvéniles de Mussaurus et de Melanorosaurus.
Les dents de Leonerasaurus montrent donc à la fois des caractères évolués d'eusauropodes et primitifs de sauropodomorphes basaux.

### Vertèbres
Neuf vertèbres cervicales ont été retrouvées en connexion anatomique avec les cinq premières vertèbres dorsales de l'animal. Le sacrum, résultant de la fusion de quatre vertèbres sacrées a également été découvert presque complet.
La forme générale des vertèbres est caractéristique de celle des sauropodomorphes primitifs.

## Classification
Adam M. Yates en 2010 considère Leonerasaurus comme un Anchisauria, le taxon le plus proche du groupe des sauropodes.
Le cladogramme établi Pol, Garrido et Cerda lors de la description du genre en 2011 montre la position de Leonerasaurus parmi les sauropodomorphes :
- Sauropodomorpha
  - Saturnalia
  - 
    - 
      - Pantydraco
      - Thecodontosaurus

    - 
      - Efraasia
      - 
        - Ruehleia
        - Plateosaurus
        - Massopoda
          - Riojasaurus
          - 
            - 
              - Massospondylus
              - 
                - Coloradisaurus
                - Lufengosaurus
                - Gyposaurus
                - Yunnanosaurus

            - Anchisauria
              - Anchisaurus
              - 
                - Aardonyx
                - 
                  - Leonerasaurus
                  - 
                    - Melanorosaurus
                    - Sauropoda
                      - 
                        - Antetonitrus
                        - Lessemsaurus

                      - 
                        - Kotasaurus
                        - 
                          - Vulcanodon
                          - Eusauropoda

Dans le cladogramme ci-dessous, réalisé par Alejandro Otero et son équipe en 2015 et extrait de leur analyse phylogénétique des saurischiens, Leonerasaurus est placé dans le clade des Sauropodiformes, sous celui des Anchisauria :
- Anchisauria
  - Anchisaurus
  - Sauropodiformes
    - Mussaurus
    - 
      - Aardonyx
      - Leonerasaurus
      - Sefapanosaurus
      - 
        - Melanorosaurus
        - Sauropoda

## Publication originale
- (en) Diego Pol, Alberto Garrido et Ignacio A. Cerda, « A new sauropodomorph dinosaur from the Early Jurassic of Patagonia and the origin and evolution of the sauropod-type sacrum », PLOS One, PLoS, vol. 6, no 1,‎ 2011, e14572 (ISSN 1932-6203, OCLC 228234657, PMID 21298087, PMCID 3027623, DOI 10.1371/JOURNAL.PONE.0014572, lire en ligne).